# Corfù (Schiff, 2006)
Die Corfù ist ein 2006 als Cartour Gamma in Dienst gestelltes Fährschiff der italienischen Reederei Grimaldi Lines, das seit 2018 zwischen Brindisi, Korfu, Igoumenitsa und Patras im Einsatz ist.

## Geschichte
Die Cartour Gamma wurde am 13. Dezember 2004 unter der Baunummer 215 in der Werft der Cantiere Navale Visentini in Porto Viro auf Kiel gelegt und am 8. November 2006 an die Reederei Caronte & Tourist abgeliefert. Am 10. Dezember 2006 nahm das Schiff den Dienst zwischen Messina und Salerno auf. Es gehört der aus mehr als zwanzig Einheiten bestehenden, seit 1997 gebauten Visentini-Klasse an.
Ab April 2005 wurde die Cartour Gamma in Charter von der TTT Line betrieben und fortan auf der Strecke von Neapel nach Catania eingesetzt. Im Juni 2018 ging das Schiff in den Besitz der Grimaldi Lines über, die es in Corfù umbenannte. Die Corfù läuft seitdem von Brindisi aus die Häfen von Korfu, Igoumenitsa und Patras an.